# Joan Sella i Montserrat
Joan Sella i Montserrat (Sitges, 1960) és un periodista, escriptor i crític de gastronomia català, que ha treballat a Televisió Espanyola. El 2002 va publicar Breviari del xató amb l'editorial sitgetana El Pati Blau. Comer como un rey, publicat el 2009, presenta els menús i banquets dels reis Amadeu I de Savoia i Alfons XII d'Espanya. El 2010 va publicar El misteri de "La nena de la clavellina" amb Edicions Saldonar, on prenent el nom d'un quadre de Santiago Rusiñol, pretén recuperar records i ambients de la seva infantesa i adolescència a Sitges.
Va ser distingit amb el premi sitgetà Ploma d'Or, un premi que el seu germà Antoni (Sitges, 1962-2021) ja havia rebut el 2004.

## Obra
- Breviari del xató, El Pati Blau, 2002
- Comer como un rey, Trea, 2009, ISBN 978-84-9704-444-8
- El misteri de "La nena de la clavellina", Saldonar, 2010, ISBN 978-84-937800-1-2